# 北烏拉爾斯克
60°09′17″N 59°57′23″E / 60.1547°N 59.9564°E
北烏拉爾斯克（俄语：Североура́льск）是俄羅斯斯維爾德洛夫斯克州西北部的一個城市。2002年人口33,000人。
1758年因建立煉鐵和銅的工廠建城。1931年發現鋁土礦。1944年設市。